# Koszt uzyskania przychodów
Koszt uzyskania przychodów – wydatek, kategoria z zakresu prawa podatkowego oznaczająca wydatek poniesiony w celu uzyskania przychodu lub utrzymania źródła przychodów. O koszty uzyskania przychodów zmniejsza się przychód, uzyskując w ten sposób dochód. Dochód po dokonaniu dopuszczalnych prawem odliczeń (np. straty z lat poprzednich) staje się podstawą opodatkowania podatkiem dochodowym.
Nie wszystkie wydatki poniesione w celu uzyskania przychodu lub utrzymania źródła przychodów są kwalifikowane jako koszty uzyskania przychodów. Ustawy o podatkach dochodowych wprowadzają zamkniętą listę wydatków, które pomimo że zostały poniesione w celu osiągnięcia przychodów lub zachowania albo zabezpieczenia źródła przychodów, nie stanowią kosztów uzyskania przychodów, np. wydatki na reprezentację lub na potrzeby osobiste podatnika. Szczegółowy wykaz takich wydatków, których w świetle wymienionych ustaw nie uważa się za koszty uzyskania przychodów, przedstawia art. 16 ustawy o podatku dochodowym od osób prawnych oraz art. 23 ustawy o podatku dochodowym od osób fizycznych.
Zmiany dokonywane przez ustawodawcę w tej sferze są o tyle istotne, gdyż mają decydujące znaczenie dla podatników, ponieważ wyznaczają obszar swobody w dysponowaniu środkami finansowymi, mający bezpośredni wpływ na wysokość podatku. Kierunki ingerencji ustawodawcy rozszerzające lub zawężające ten obszar swobody mogą być wskaźnikiem ograniczania lub nasilania się tendencji fiskalnych w polityce państwa.

## Warunki zaliczenia wydatku jako kosztu uzyskania przychodu
Istnieją ściśle określone kryteria określające warunki uznania wydatku za koszt uzyskania przychodów:
- koszt musi zostać poniesiony,
- koszt musi być związany z prowadzoną działalnością,
- koszt musi mieć charakter definitywny,
- koszt musi być udokumentowany,
- celem kosztu jest osiągnięcie, zachowanie albo zabezpieczenie źródła przychodów,
- brak konkretnego rodzaju kosztu w katalogu negatywnym, określonym w art. 23 ustawy o podatku dochodowym od osób fizycznych.

Jako dzień poniesienia kosztu, art. 22 ust. 6b Ustawy o podatku dochodowym od osób fizycznych traktuje dzień wystawienia faktury, paragonu, lub innego poświadczenia dokonania zakupu stanowiącego podstawę do zaksięgowania wydatku (bez względu na stosowaną metodę księgowania).